# 1994年白俄羅斯總統選舉
1994年白俄羅斯總統選舉於1994年6月23日在白俄羅斯舉行，第二輪選舉於7月10日舉行。這是白俄羅斯自三年前從蘇聯獨立出來以後首次舉行全國選舉。亞歷山大·盧卡申科在第二輪投票中獲得了80.6%的選票，當選為總統。此次選舉的第一輪投票率為79.0%，第二輪投票率為70.6%。
盧卡申科上任以後，於1995年舉行一次全民公投，這次公投賦予總統解散立法機構的權力。在之後的1996年公投中，總統的權力被大大增加了，且將總統原來的五年任期延長至2001年。因此，1994年的總統選舉被認為是白俄羅斯自蘇聯獨立以後舉行過的唯一一次自由選舉。